# Acacia reclinata
Acacia reclinata é uma espécie de leguminosa do gênero Acacia, pertencente à família Fabaceae.